# Eupithecia anasticta
Eupithecia anasticta es una especie de polilla de la familia Geometridae. La especie fue descrita por primera vez por William Warren habiendo sido descrita en 1970, con distribución en Birmania, India (especialmente en el estado de Sikkim) y Laos. El holotipo de la especie fue descrita en los alrededores del fuerte Hpimaw, Burma a aproximadamente 3400 metros (11 154,9 pies).